# Долорес дель Ріо
Доло́рес дель Рі́о (ісп. Dolores del Río; 3 серпня 1904 — 11 квітня 1983) — мексиканська акторка, яка стала відомою в Голівуді за часів німого кіно.

## Вибрана фільмографія
| Рік  |   | Українська назва | Оригінальна назва   | Роль                     |
| ---- | - | ---------------- | ------------------- | ------------------------ |
| 1930 | ф | Поганець         | The Bad One         | Літа                     |
| 1933 | ф | Політ у Ріо      | Flying Down to Rio  | Белінда де Різенде       |
| 1940 | ф | Людина з Дакоти  | The Man from Dakota | Євгенія «Дженні» Санфорд |
| 1944 | ф | Марія Канделарія | María Candelaria    | Марія Канделарія         |
| 1960 | ф |                  | Flaming Star        |                          |